# Овруцька вулиця
О́вруцька ву́лиця — вулиця в Шевченківському районі міста Києва, місцевості Лук'янівка, Татарка. Пролягає від вулиці Герцена до Нагірної вулиці.
Прилучаються вулиці Загорівська та Якубенківська, Делегатський провулок і Подільський узвіз.

## Історія
Вулиця виникла в середині XIX століття під такою ж назвою, назва затверджена в 1869 році. На окремих картосхемах позначена як єдина вулиця з теперішньою вулицею Деревлянською (до 1963 року мала назву Новоовруцька).
На розі Багговутівської та Овруцької вулиць знаходився Феодорівський храм, збудований у 1870–1872 роках. Особливістю храму були створені в ньому у 1887–1895 роках точні копії єрусалимської Кувуклії — печери Гробу Господнього під південним приділом та печерного храму, влаштованого священномучеником Климентом Римським в Інкермані, під північним приділом. У 1935 році церкву було розібрано, а на її місці облаштовано сквер. У 2007 році відновлена парафія розпочала богослужіння у тимчасовому храмі-наметі, а у жовтні 2008 року у частині скверу почалися археологічні розкопки, що виявили підмурки історичного храму та значну частину конструкцій підземних святинь.
Овруцька, 2 (Білоруська, 40) - Олександрівський Дитячий Притулок, 1899-1900. 1926 року притулок було перетворено на Дитячий Будинок № 47, у якому заняття проводилися українською й російською мовами. 1946-1953 роки - Київське Артилерійське  Підготовче Училище. Пізніше будинок передали Київському вищому інженерно-радіотехнічному училищу, яке функціонувало до 18.08.1999 року. Після цього будинок стояв порожній
2003 року будинок на вул. Якіра 13 купив Орден домініканців під Інститут релігійних наук св. Томи Аквінського. Будівельні роботи почалися навесні 2004 року, а вже в листопаді 2007 року в нових приміщеннях Інституту почалися перші заняття. В будинку розташовані також монастир домініканців, видавництво «Кайрос» та Київська школа економіки.

## Особистості
У будинку № 6 у 1925–1930 роках проживала письменниця Олена Пчілка. У будинку № 19 у 1924–1945 роках проживав лікар, професор Київського медичного інституту Антон Собкевич. З 1936 року тут проживав зять Собкевича, біограф діячів української культури Георгій П'ядко. У будинку № 29 мешкав у 1913–1914 піаніст і композитор Генрік Бобінський.

## Установи та заклади
- Посольство Лівії в Україні (буд. № 6)

## Пам'ятки архітектури
| Назва пам'ятки | Рік виникнення/виявлення | Адреса            | Фото |
| --- | ------------------------ | ----------------- | ---- |
| Будинок, в якому у 1925–1930 рр. проживала Олена Пчілка (О. П. Драгоманова-Косач), письменниця, перекладач, етнограф | 1910-ті                  | Овруцька вул., 6  |      |
| Будинок житловий (нині відселений, перебуває в занедбаному стані[джерело?])                                          | поч. XX ст.              | Овруцька вул., 19 |      |
| Будинок житловий | 1899                     | Овруцька вул., 21 |      |
| Будинок приватного санаторію лікарів М. Горбунова та А. Сикорського для нервово- та душевнохворих                    | поч. XX ст.              | Овруцька вул., 25 |      |
| Особняк, в якому проживав Г. А. Бобинський, піаніст, композитор, педагог                                             | 2-га пол. XX ст.         | Овруцька вул., 29 |      |

## Зображення

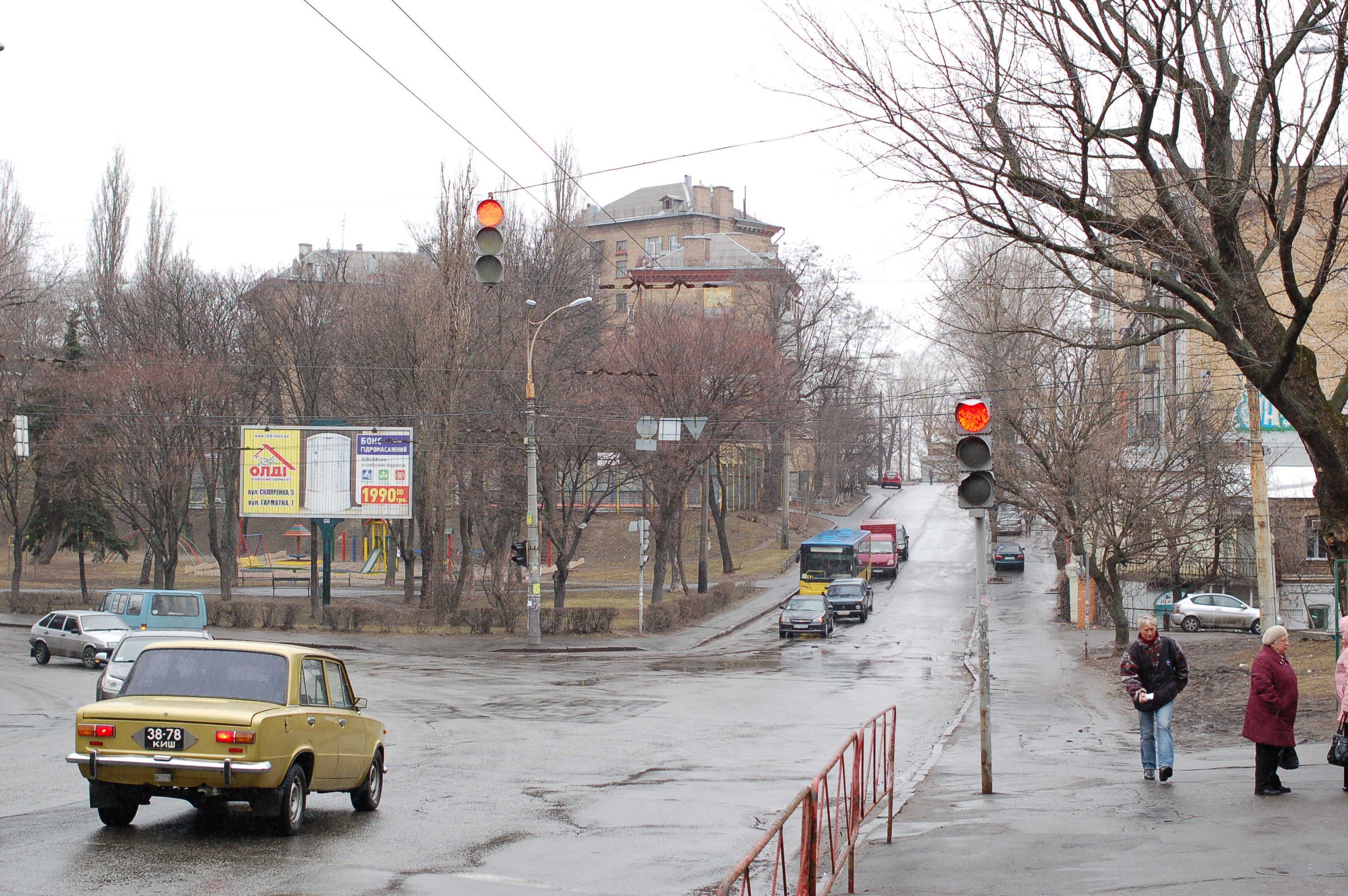
Перехрестя з Подільським узвозом
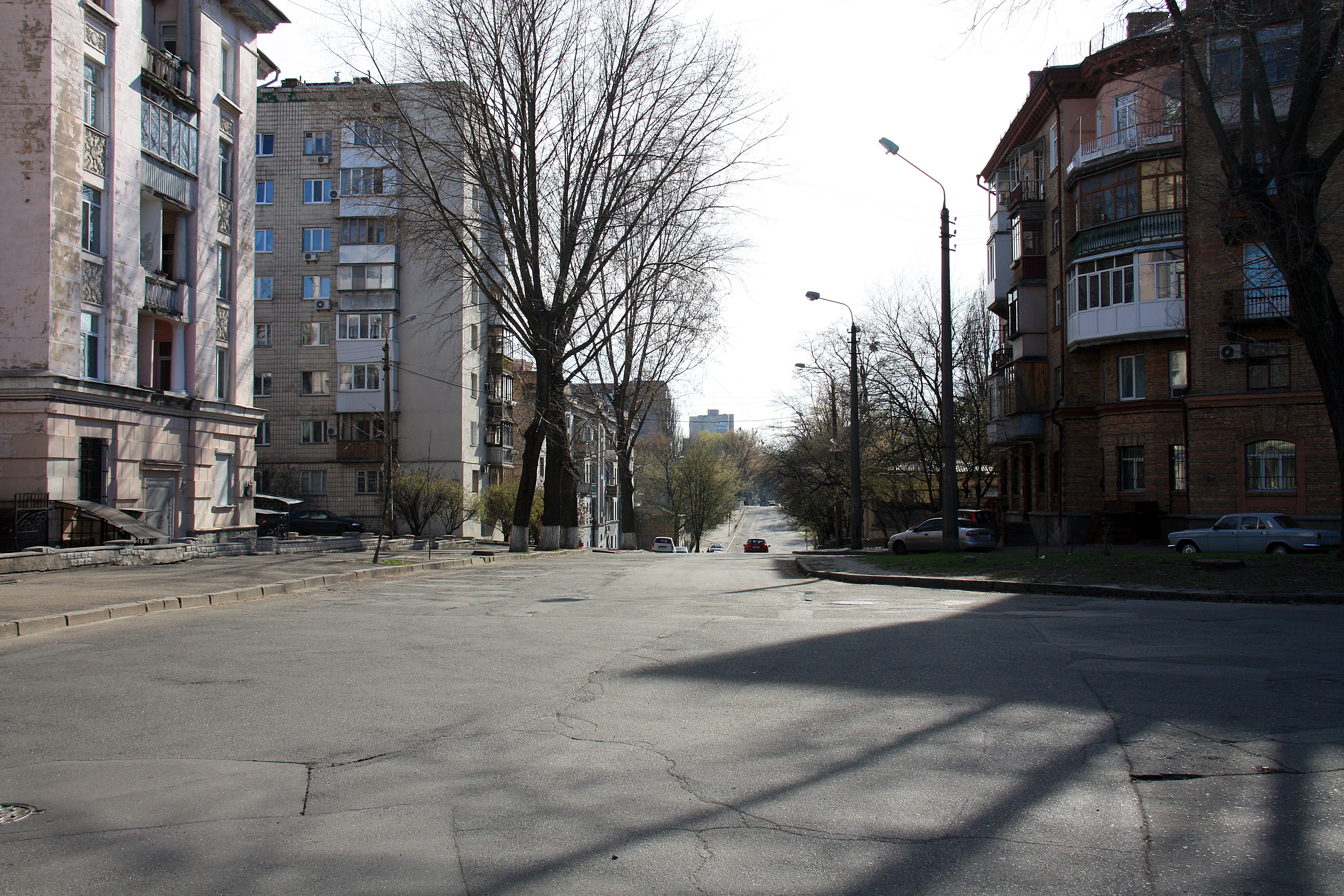
Кінець вулиці (вид з Нагірної вулиці)
Будинок № 5 (ХІХ ст.). Квітень 2025 року
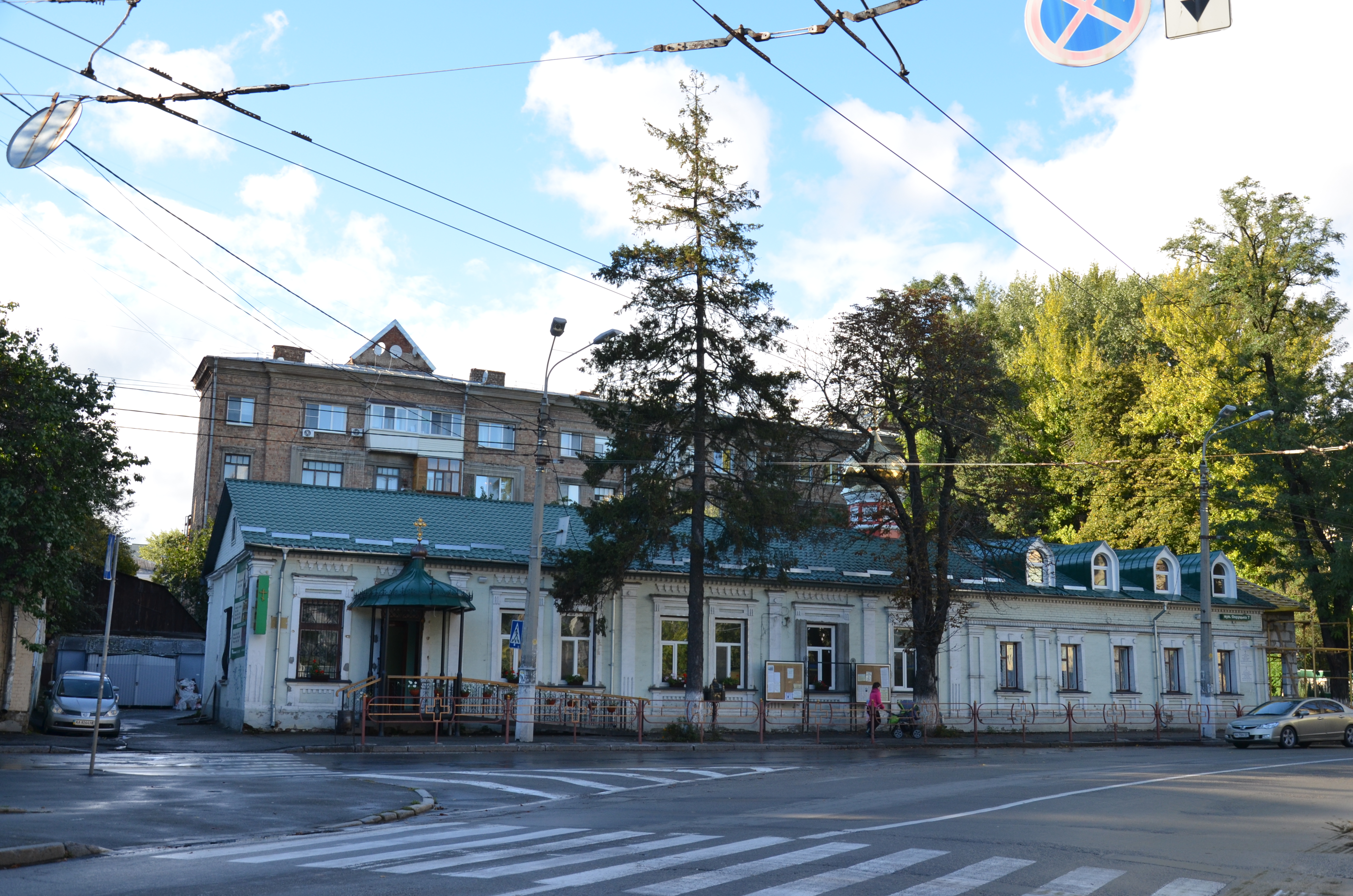
Будинок причту Федорівської церкви (буд. № 7-А)
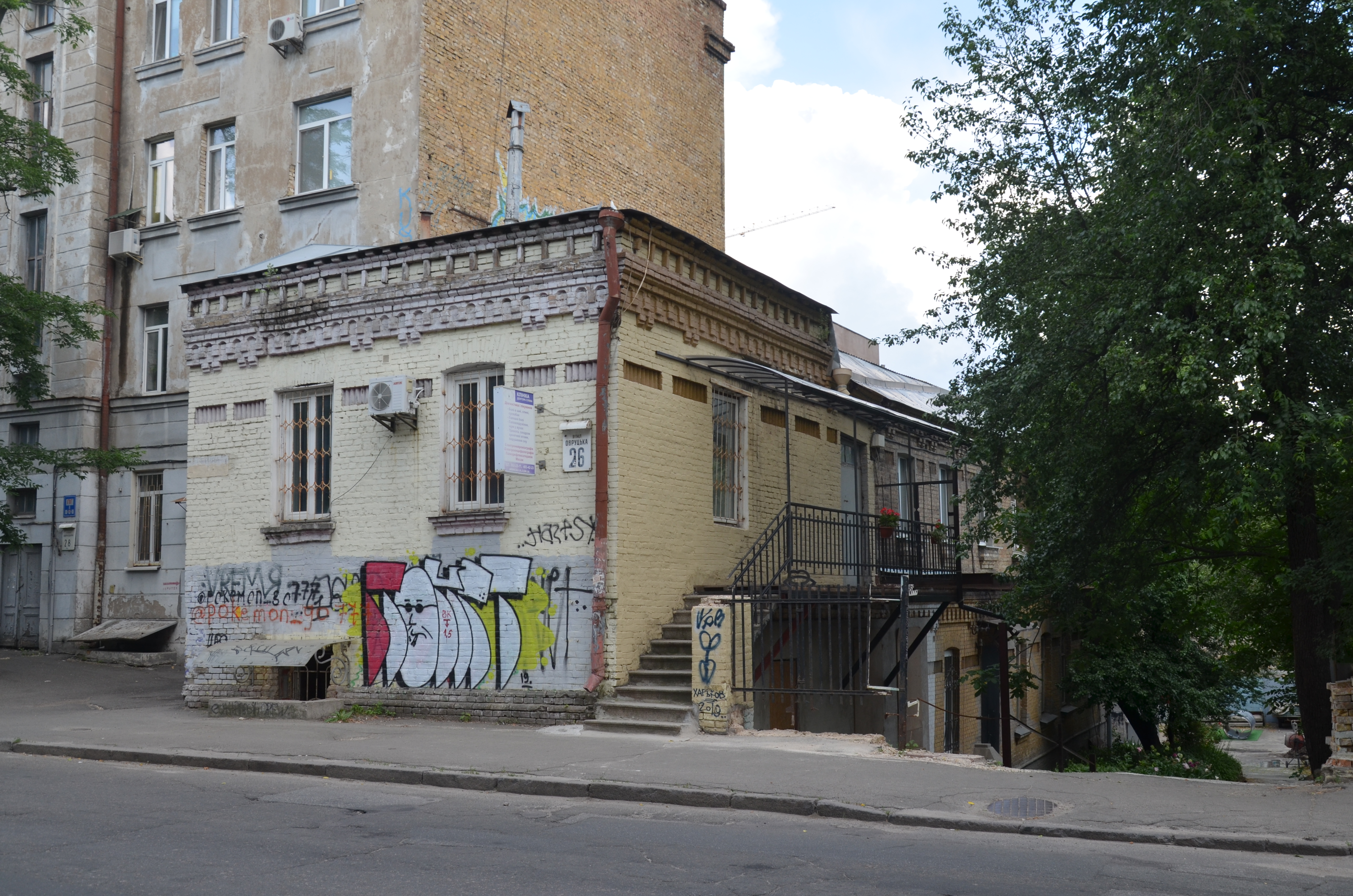
Житловий будинок (буд. № 26)
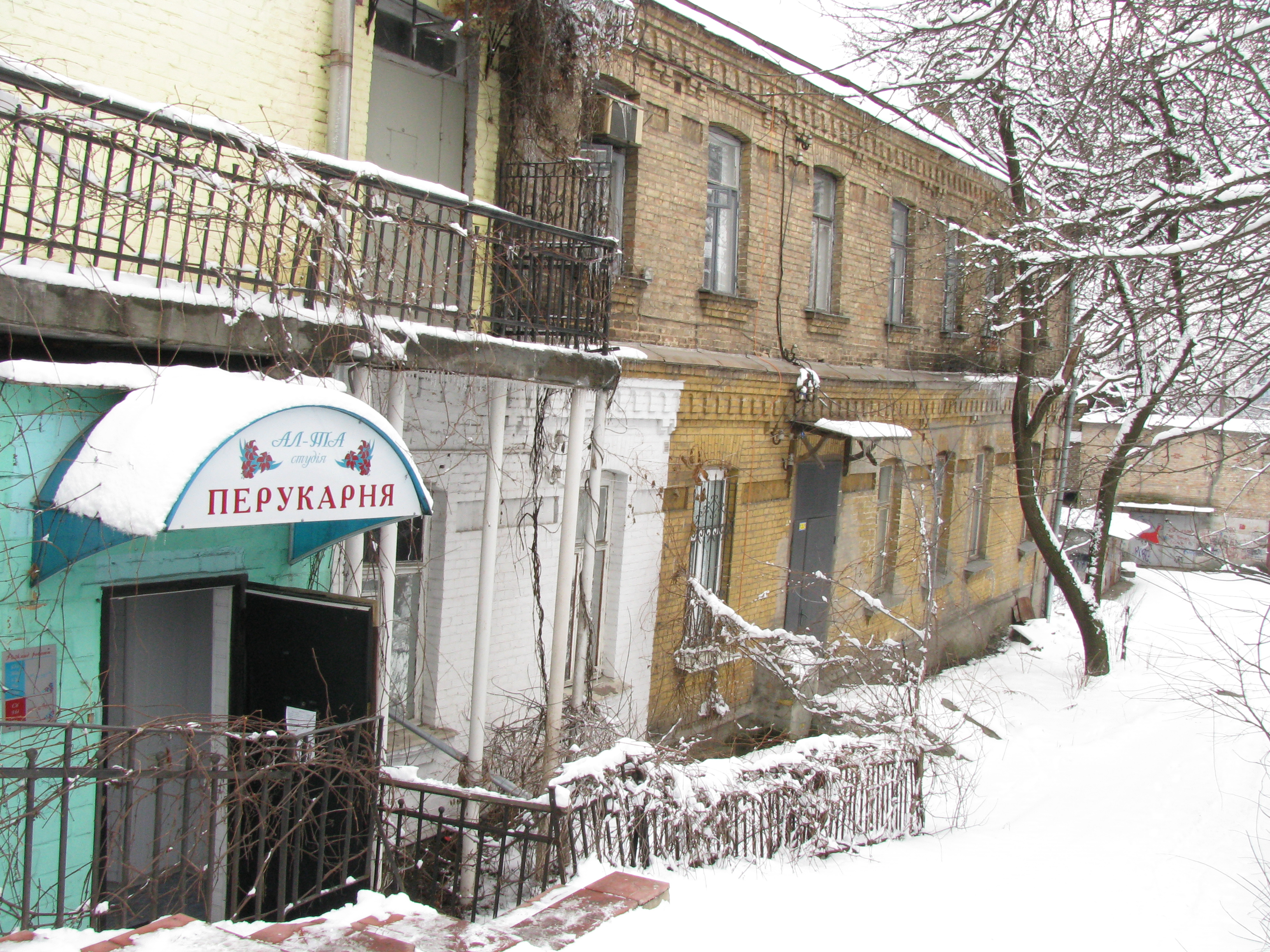
Будинок № 26